# Goldschalen von Axtroki

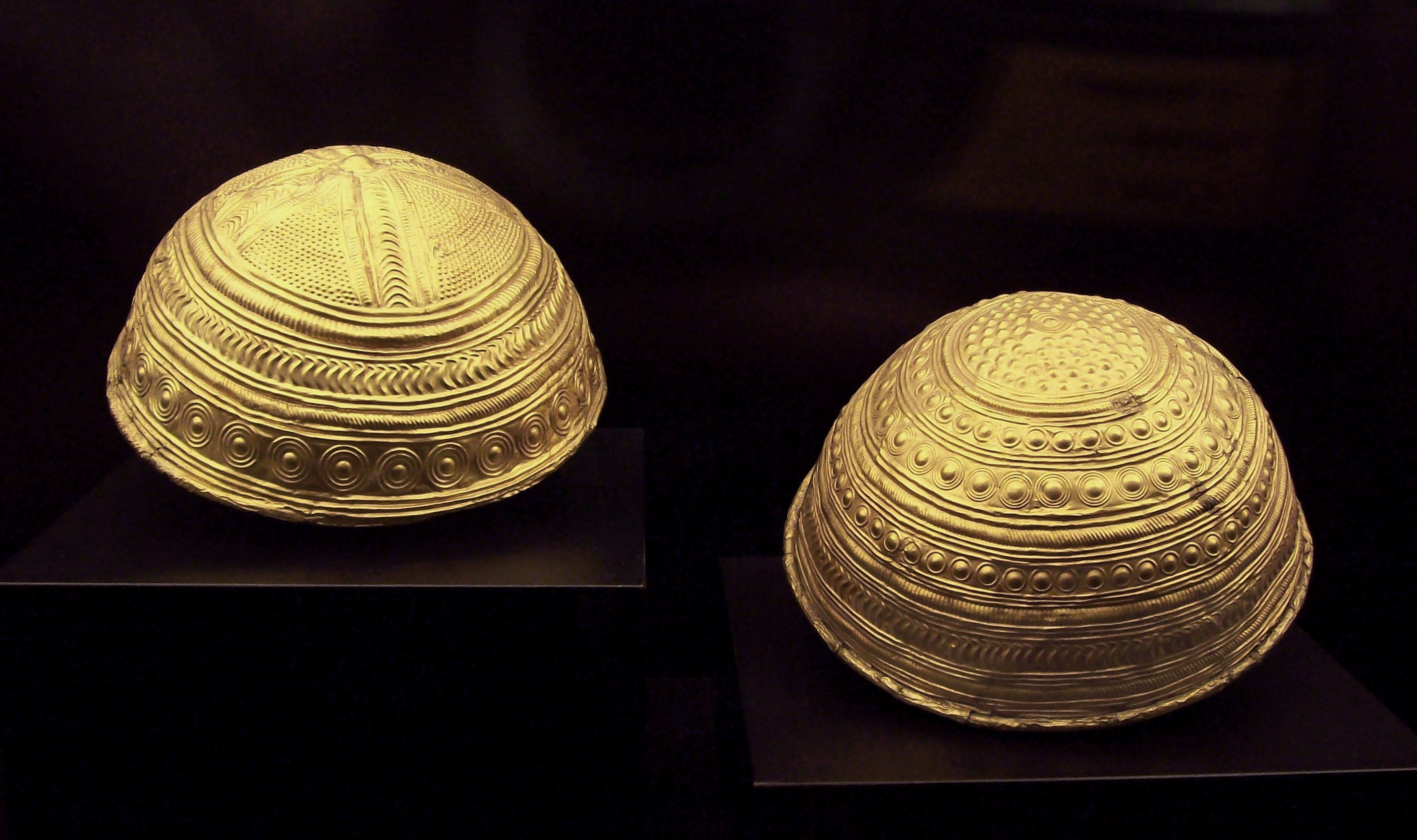
Die Goldschalen von Axtroki im Museum Arqueológico Nacional in Madrid

Lage der Fundregion Guipuzcoa in Spanien

Die Goldschalen von Axtroki (spanisch Cuencos de Axtroki) stammen aus der späten Bronzezeit und sind um 1200–800 v. Chr. datiert. Ursprünglich als Schalen interpretiert, geht man heute eher von rituellen Kopfbedeckungen aus.
Die kleinere Schale (links im Bild), mit dem Kreuz auf dem Scheitelpunkt, hat eine Höhe von 10 cm mit einem Durchmesser von 19,5 cm. Die größere Schale besitzt eine Höhe von 11 cm und einen Durchmesser von 21 cm. Die Art der Verzierung ähnelt stark den sonst aus der Bronzezeit in Mitteleuropa gefundenen goldenen Hüten vom Typus Schifferstadt. Die konzentrischen Kreise werden als Sonnensymbole interpretiert.
Gefunden wurden sie 1973 an einem Ort namens Axtroki, der zur Gemeinde Eskoriatza gehört, in der Provinz Guipuzcoa, Baskenland, Spanien. Heute kann man sie im Archäologischen Nationalmuseum in Madrid besichtigen.
Weitere Goldschalen fanden sich im Schatz von Villena.

## Belege
1. ↑  Semblanza cosmográfica de los «cuencos» de Axtroki, VELEIA, 24-25, 2007-2008, María Teresa Andrés Rupérez, Departamento de Ciencias de la Antigüedad, Universidad de Zaragoza
2. ↑  Martín Almagro Gorbea: Orfebrería del Bronce Final en la Península Ibérica. El tesoro de Abía de la Obispalía, la orfebrería tipo Villena y los cuencos de Axtroki. In: Trabajos de Prehistoria. Bd. 31, Nr. 1, 1974, ISSN 0082-5638, S. 39–100.